# Hans Gärtner (Philologe)
Hans Klaus Gärtner (* 26. April 1934 in Bad Lauterberg im Harz; † 19. Dezember 2014 in Regensburg) war ein deutscher Klassischer Philologe und Medizinhistoriker.

Hans Gärtner wurde 1960 an der Georg-August-Universität Göttingen bei Karl Deichgräber und Wolf-Hartmut Friedrich mit einer Arbeit über Rufus von Ephesos promoviert und habilitierte sich 1970. Ab 1971 war er C3-Professor an der Universität Regensburg.
Ein Forschungsschwerpunkt Gärtners war die antike Medizin. Er übernahm nach dem Tod seines Lehrers Konrat Ziegler die Herausgeberschaft für die letzten Bände von Paulys Realencyclopädie der classischen Altertumswissenschaft und des letzten Bandes von deren aktualisierter Kurzfassung Der Kleine Pauly. Gärtner setzte auch Zieglers Plutarch-Ausgabe fort und gab mehrere Bände in Überarbeitung heraus. Von 1986 bis 2011 war er Mitherausgeber der Zeitschrift Lustrum. Gärtner starb am 19. Dezember 2014 auf der Intensivstation des Krankenhauses der Barmherzigen Brüder in Regensburg.

## Schriften (Auswahl)
- (Hrsg. und Übers.) Rufus von Ephesos: Die Fragen des Arztes an den Kranken (= Corpus Medicorum Graecorum. Supplementband 4). Akademie-Verlag, Berlin 1962 (überarbeitete Fassung der Dissertation).
- Einige Überlegungen zur kaiserzeitlichen Panegyrik und zu Ammians Charakteristik des Kaisers Julian. Mainz 1969 (Akademie der Wissenschaften und der Literatur. Abhandlungen der Geistes- und Sozialwissenschaftlichen Klasse 10)
- (Hrsg.) Rufus Ephesius: Quaestiones medicinales. Teubner, Leipzig 1970.
- (Hrsg.): Beiträge zum griechischen Liebesroman. Hildesheim 1984.
- (Hrsg.) Plutarchus: Moralia. Vol. 1. Teubner, Leipzig 1974; 2. Auflage 1993.
- Diogenes Laertius: [Vitae philosophorum]. Vol. 3.: Indices. Saur, München 2002, ISBN 3-598-71319-3.